# Minority Report (série télévisée)
Pour les articles homonymes, voir Rapport minoritaire.
Minority Report est une série télévisée américaine de science-fiction en dix épisodes de 42 minutes créée par Max Borenstein et diffusée entre le 21 septembre 2015 et le 30 novembre 2015 sur le réseau Fox et en simultané sur le réseau Global au Canada.
En France, la série est disponible depuis le 1er septembre 2017 sur le service Fox Play, néanmoins elle reste encore inédite dans tous les autres pays francophones.

## Synopsis
Se déroulant en 2065 à Washington (onze ans après les événements du film), la série suit Dash (Stark Sands), un Précog, qui a la capacité de prédire les crimes. Malheureusement, l'unité de pré-crime a été démantelée en 2054 (voir film), forçant les autorités à compter sur de nouvelles méthodes pour combattre le crime. Avant son démantèlement, Dash, son frère jumeau Arthur (Nick Zano), et leur sœur adoptive Agatha (Laura Regan) faisaient partie du programme qui leur a donné leur don unique. Maintenant, Dash utilise sa capacité pour aider le détective Lara Vega (Meagan Good) dans la prévention des crimes, et en profite également pour rechercher son jumeau disparu, tout en essayant de garder sa capacité secrète, car des gens cherchent à mettre la main sur les précogs à tout prix.

## Distribution

### Acteurs principaux
- Meagan Good (VF : Marie Zidi) : inspecteur Lara Vega
- Stark Sands (VF : Taric Méhani) : Dashiell 'Dash' Parker
- Nick Zano (VF : Nessym Guétat) : Arthur Watson
- Daniel London (VF : Charles Borg) : Norbert 'Wally' Wallace
- Laura Regan (VF : Pascale Chemin) : Agatha Lively
- Li Jun Li (VF : Véronique Picciotto) : Akeela
- Wilmer Valderrama (VF : Jérémy Prévost) : lieutenant Will Blake

### Acteurs récurrents et secondaires
- Jennifer Cheon : Andromeda (8 épisodes)
- Reed Diamond (VF : Régis Reuilhac) : Henry Blomfeld (5 épisodes)
- Christopher Heyerdahl (VF : Mathieu Rivolier) : Dr Lionel Gray (3 épisodes)
- Zhane Hall : Rico Vega (2 épisodes)
- Tina Lifford (VF : Laurence Charpentier) : Lilly Vega (2 épisodes)
- Arleo Dordar : Trevor Maloney (2 épisodes)
- Celestino Cornielle : Tendo Guinta (1 épisode)
Version française
  - Société de doublage : VF Productions[5]
  - Direction artistique : Gilbert Lévy[5]
  - Adaptation des dialogues : David Ribotti, Tim Stevens

 Source et légende : version française (VF) sur RS Doublage

## Production

### Développement
En août 2014, Steven Spielberg met en chantier l'adaptation de son film Minority Report, sous la forme d'une série,.
En septembre 2014, Fox acquiert le projet en s’engageant à produire un pilote, avec Max Borenstein et la société de production Amblin Entertainment aux manettes. Ensuite le 9 janvier 2015, Fox passe la commande du pilote,.
Le 8 mai 2015, le réseau Fox annonce officiellement la commande du projet de série,.
Le 11 mai 2015, lors des Upfronts, Fox annonce la diffusion de la série à l'automne 2015,.
Le 9 octobre 2015, à la suite d'audiences décevantes, Fox réduit sa commande à dix épisodes, promettant une conclusion satisfaisante.

### Distribution des rôles
L’attribution des rôles a débuté le 13 février 2015, avec le retour de Daniel London, en reprenant le rôle de Wally et l'arrivée de Li Jun Li qui sera Akeela. Le 24 février 2014, Laura Regan, obtient le rôle de Agatha, la précog qui était tenu par Samantha Morton, dans la version cinématographique. Le 26 février 2015, Stark Sands et Meagan Good viennent compléter le casting dans les rôles de Dash / Arthur et Lara Vega.
Le 2 mars 2015, Wilmer Valderrama obtient le rôle de l'inspecteur Will Blake. À la fin juin 2015, Nick Zano a été engagé pour interpréter le frère jumeau de Dash, Arthur.

### Fiche technique
- Titre original : Minority Report
- Réalisation : Mark Mylod
- Scénario :
- Production : Max Borenstein
- Sociétés de production : 20th Century Fox Television, Amblin Entertainment et Paramount Television
- Sociétés de distribution : FOX
- Pays d'origine :  États-Unis
- Langue originale : anglais
- Format : couleur - 1,78:1 - son Dolby Digital
- Genre : Science-fiction et Fantastique
- Durée : 42 minutes

 Sauf indication contraire, les informations mentionnées dans cette section peuvent être confirmées par la base de données cinématographiques IMDb,  présente dans la section « Liens externes ».

## Épisodes
1. L'Après Précrime (Pilot)
2. L'Amour selon vos règles (Mr. Nice Guy)
3. Hawk-Eye (Hawk-Eye)
4. Fredi (Fredi)
5. Les Fantômes du passé (The Present)
6. L'Île de Fiddler's Neck (Fiddler's Neck)
7. Les Loups se dévorent entre eux (Honor Among Thieves)
8. Quatorze (The American Dream)
9. Memento Mori (Memento Mori)
10. Alerte au Capitole (Everybody Runs)